# Пилипівська сільська рада (Коломийський район)
| Пилипівська сільська рада — орган місцевого самоврядування у Коломийському районі Івано-Франківської області з адміністративним центром у с. Пилипи. Історична дата утворення: в 1940 році. Івано-Франківська обласна Рада народних депутатів рішенням від 14 червня 1994 року передала село Грушів з Пилипівської сільської ради до Корницької сільради. Водоймища на території, підпорядкованій даній раді: річки Прут, Березівка, Грушів. Сільській раді підпорядковані населені пункти: - с. Пилипи - с. Кропивище - с. Тростянка |

## Склад ради
Рада складається з 16 депутатів та голови.

### Керівний склад ради
| ПІБ                       | Основні відомості                                                 | Дата обрання | Дата звільнення |
| ------------------------- | ----------------------------------------------------------------- | ------------ | --------------- |
| Герман Михайло Васильович | Сільський голова, 1973 року народження, освіта, безпартійний      | 26.03.2006   | 01.02.2010      |
| Петрів Василь Васильович  | Сільський голова, 1961 року народження, освіта                    | 20.06.2010   | 31.10.2010      |
| Долаврук Уляна Василівна  | Сільський голова, 1986 року народження, освіта вища, позапартійна | 09.09.2012   |                 |

Примітка: таблиця складена за даними джерела